# Saint-Cyr-sur-Morin
Saint-Cyr-sur-Morin är en kommun i departementet Seine-et-Marne i regionen Île-de-France i norra Frankrike. Kommunen ligger i kantonen Rebais som tillhör arrondissementet Provins. År 2022 hade Saint-Cyr-sur-Morin 1 943 invånare.

## Befolkningsutveckling
Antalet invånare i kommunen Saint-Cyr-sur-Morin
| Referens: INSEE |